# Kvassay Ede
Kvassay Ede, kvassói és brogyáni (Pest, 1845. február 15. – Tapolcsány, 1927. február 8.) kamarás, miniszteri titkár, író, költő, újságíró, a Petőfi Társaság tagja.

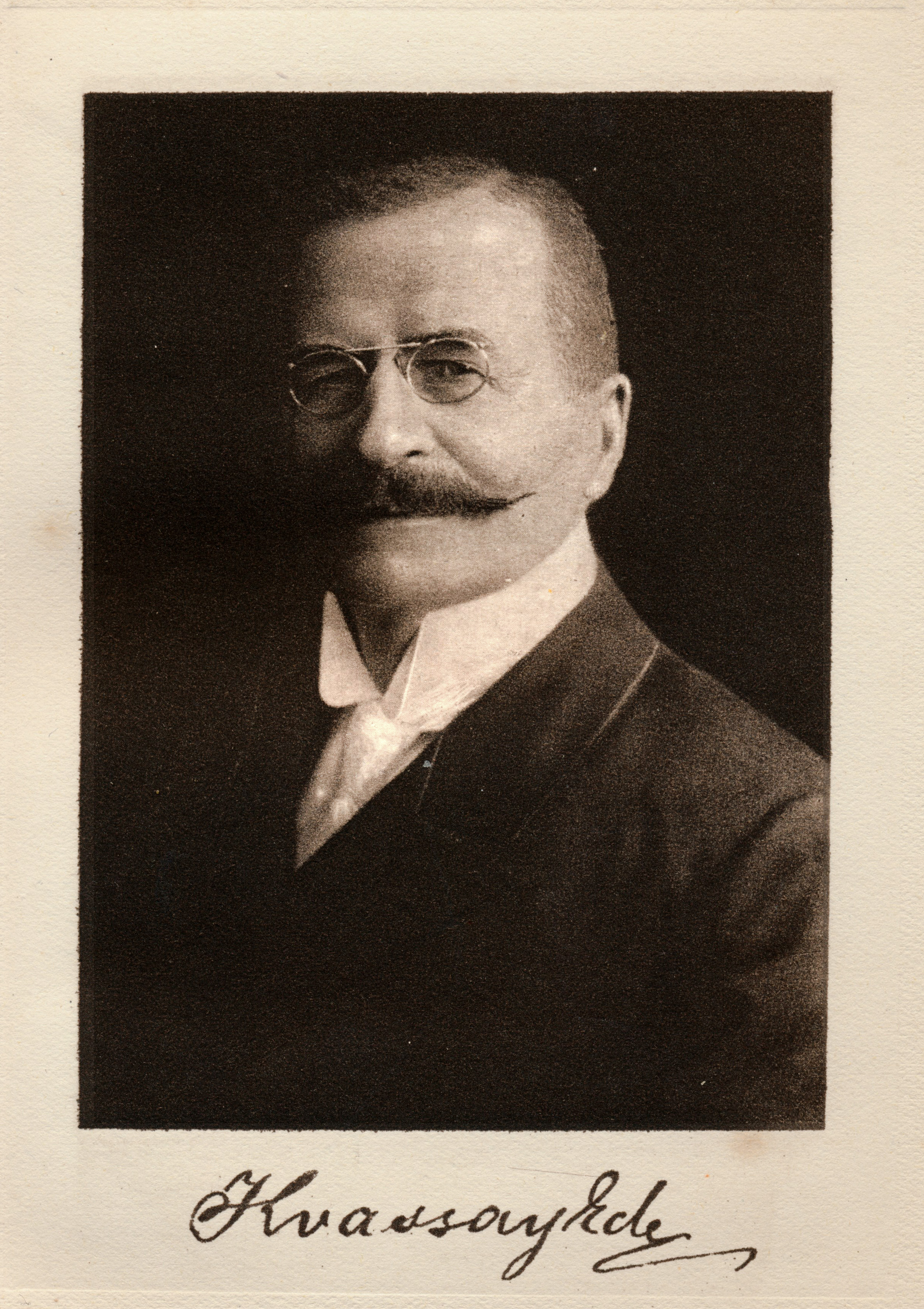
Kvssay Ede portréja

## Életpályája
Kvassay Ferenc író és nagybéliczi Birly Flóra fiaként született. Gyermekéveit nagyapjánál töltötte a Bars megyei Brogyányban, később Béliczen, majd Pesten lakott. Tanulmányait a pesti piarista gimnáziumban kezdte, majd a kassai katonai iskolában folytatta, de lemondott a katonai pályáról. 1863-tól a pesti egyetemen jogot, később teológiát is hallgatott. Tanulmányai végeztével közigazgatási pályára lépett, 1893-ban vonult nyugdíjba.

## Családja
Első neje Saxlehner Emma, a Nemzeti Színház kiváló alténekesnője, zenepedagógus volt.
Második felesége Kun Melania, gyermekfejjel induló írónő volt, nagy jövőt jósoltak neki, életében két műve is megjelent, azonban egyévi házasságuk után, 20 évesen meghalt. 

## Munkássága
1864-től a Fővárosi Lapok munkatársa volt, mely az 1860-as évektől kezdve közölte írásait. Több regénye, verskötete és novelláskötete is megjelent, de játszották egy-két színművét is. 
1880-ban a Petőfi Társaság is rendes tagjává választotta.

## Főbb munkái
- Rövid éjek, rövid álmok (elbeszélések, Pest, 1864)
- Ahol az ember kezdődik (regény, Pest, 1871)
- A vármegye szava (regény, Budapest, 1884)

## Eredeti és fordított színművei
- „Egy éji kaland" – Molnár György társulata adta elő.
- „Szerelem politikája" egyfelvonásos vígjáték, írta: Vanderbursch és Henrion. 1863 május 16-án mutatták be.
- „Egy Nimród baklövése" (bemutatták 1866 március 22-én).
- „A politika bolondjai". Előadta: Miklóssy színtársulata.
- „Az utolsó eszköz" (egyfelvonásos vígjáték) Kassán, 1863 május 20-án mutatták be.
- „Két özvegy" (egyfelvonásos vígjáték Mallefille után) 1866. március 7-én a Nemzeti Színház mutatta be.
- „Orestes és Filades" (egyfelvonásos, fordítás franciából).